# SpeedTrac
 (juin 2010).
Si vous disposez d'ouvrages ou d'articles de référence ou si vous connaissez des sites web de qualité traitant du thème abordé ici, merci de compléter l'article en donnant les références utiles à sa vérifiabilité et en les liant à la section « Notes et références ».
Le radar SpeedTrac est un instrument qui permet de calculer la vitesse d'une balle de tennis lors d'un service. Il est notamment utilisé par les professionnels lors des tournois du Grand Chelem de tennis.